# WTA фінал 2017, одиночний розряд
Домініка Цібулкова була чинною чемпіонкою, але цього року не захищала свій титул, оскільки не змогла кваліфікуватись на турнір. 
Каролін Возняцкі виграла найбільший титул у своїй кар'єрі, перервавши семиматчеву програшну серію в поєдинках з Вінус Вільямс, перемігши її в двох сетах. Вільмс стала найстаршою спортсменкою, яка досягнула цієї стадії змагання.
Кожна з перших семи номерів посіву мала шанс стати першою ракеткою світу наприкінці року. Симона Халеп, яка незадовго до цього стала 1-ю ракеткою світу, зберегла цю позицію після того, як Кароліна Плішкова поступилась у півфіналі.
Каролін Гарсія, Олена Остапенко і Еліна Світоліна вперше виступили на цьому змаганні.

## Сіяні гравчині
1. Симона Халеп (Round robin)
2. Гарбінє Мугуруса (Round robin)
3. Кароліна Плішкова (півфінал)
4. Еліна Світоліна (Round robin)
5. Вінус Вільямс (фінал)
6. Каролін Возняцкі (переможниця)
7. Олена Остапенко (Round robin)
8. Каролін Гарсія (півфінал)

## Alternates
1. Крістіна Младенович (Did not play)
2. Світлана Кузнецова (Did not play)

## Сітка

### Легенда
| - Q = Кваліфаєр - WC = Вайлд-кард - LL = Щасливий лузер | - Alt = Заміна - SE = Виняток - PR = Захищений рейтинг | - w/o = Без гри - r = Зняття - d = Присуджено перемогу |

### Фінальна частина
|  | Півфінали | Півфінали         | Півфінали     | Півфінали | Півфінали |                |                  | Фінал | Фінал | Фінал | Фінал | Фінал |
|  |           |                   |               |           |           |                |                  |       |       |       |       |       |
|  | 3         | Кароліна Плішкова | 69            | 3         |           |                |                  |       |       |       |       |       |
|  | 6         | Каролін Возняцкі  | 711           | 6         |           |                |                  |       |       |       |       |       |
|  | 6         | Каролін Возняцкі  | 711           | 6         |           | 6              | Каролін Возняцкі | 6     | 6     |       |       |       |
|  |           |                   |               |           |           | 6              | Каролін Возняцкі | 6     | 6     |       |       |       |
|  |           | 5                 | Вінус Вільямс | 4         | 4         |                |                  |       |       |       |       |       |
|  | 8         | 5                 | Вінус Вільямс | 4         | 4         | Каролін Гарсія | 7                | 2     | 3     |       |       |       |
|  | 8         |                   |               |           |           | Каролін Гарсія | 7                | 2     | 3     |       |       |       |
|  | 5         | Вінус Вільямс     | 63            | 6         | 6         |                |                  |       |       |       |       |       |

### Червона група
|   |                  | Халеп    | Світоліна          | Возняцкі      | Гарсія             | Матчів В–П | Сетів В–П | Геймів В–П  | Положення |
| 1 | Симона Халеп     |          | 3–6, 4–6           | 0–6, 2–6      | 6–4, 6–2           | 1–2        | 2–4 (33%) | 21–30 (41%) | 4         |
| 4 | Еліна Світоліна  | 6–3, 6–4 |                    | 2–6, 0–6      | 7–6(9–7), 3–6, 5–7 | 1–2        | 3–4 (42%) | 29–38 (43%) | 3         |
| 6 | Каролін Возняцкі | 6–0, 6–2 | 6–2, 6–0           |               | 6–0, 3–6, 5–7      | 2–1        | 5–2 (71%) | 38–17 (69%) | 2         |
| 8 | Каролін Гарсія   | 4–6, 2–6 | 6–7(7–9), 6–3, 7–5 | 0–6, 6–3, 7–5 |                    | 2–1        | 4–4 (50%) | 38–41 (48%) | 1         |

Положення визначається: 1) Кількістю перемог; 2) Кількістю матчів; 3) Якщо ці показники однакові у двох гравчинь, то результатом особистої зустрічі; 4) Якщо ці показники однакові у трьох гравчинь, то (a) відсоток виграних сетів (результатом особистої зустрічі, якщо й після цього у двох гравчинь показники однакові), потім (b) відсоток виграних геймів (результатом особистої зустрічі, якщо й після цього у двох гравчинь показники однакові), потім (c) рейтинг WTA

### Біла група
|   |                   | Мугуруса | Плішкова | Вільямс            | Остапенко          | Матчів В–П | Сетів В–П | Геймів В–П  | Положення |
| 2 | Гарбінє Мугуруса  |          | 2–6, 2–6 | 5–7, 4–6           | 6–3, 6–4           | 1–2        | 2–4 (33%) | 25–32 (44%) | 3         |
| 3 | Кароліна Плішкова | 6–2, 6–2 |          | 6–2, 6–2           | 3–6, 1–6           | 2–1        | 4–2 (67%) | 28–20 (58%) | 1         |
| 5 | Вінус Вільямс     | 7–5, 6–4 | 2–6, 2–6 |                    | 7–5, 6–7(3–7), 7–5 | 2–1        | 4–3 (57%) | 37–38 (49%) | 2         |
| 7 | Олена Остапенко   | 3–6, 4–6 | 6–3, 6–1 | 5–7, 7–6(7–3), 5–7 |                    | 1–2        | 3–4 (43%) | 36–36 (50%) | 4         |

Положення визначається: 1) Кількістю перемог; 2) Кількістю матчів; 3) Якщо ці показники однакові у двох гравчинь, то результатом особистої зустрічі; 4) Якщо ці показники однакові у трьох гравчинь, то (a) відсоток виграних сетів (результатом особистої зустрічі, якщо й після цього у двох гравчинь показники однакові), потім (b) відсоток виграних геймів (результатом особистої зустрічі, якщо й після цього у двох гравчинь показники однакові), потім (c) рейтинг WTA